# Communauté de communes des Portes de Sologne
Die Communauté de communes des Portes de Sologne ist ein französischer Gemeindeverband mit der Rechtsform einer Communauté de communes im Département Loiret in der Region Centre-Val de Loire. Er wurde am 14. November 2006 gegründet und umfasst sieben Gemeinden. Der Verwaltungssitz befindet sich in La Ferté-Saint-Aubin.

## Historische Entwicklung
Der Gemeindeverband wurde am 22. Mai 2015 von seiner ursprünglichen Bezeichnung Communauté de communes du Canton de La Ferté-Saint-Aubin auf die aktuelle Bezeichnung umbenannt, da durch die Änderung der Kantonseinteilung in Frankreich der Name nicht mehr passend war.
Mit Wirkung vom 1. Januar 2017 trat die Gemeinde Jouy-le-Potier von der ehemaligen Communauté de communes du Val d’Ardoux dem hiesigen Verband bei.

## Mitgliedsgemeinden
| Gemeinde                                     | Einwohner 1. Januar 2022 | Fläche km² | Dichte Einw./km² | Code INSEE | Postleitzahl |
| -------------------------------------------- | ------------------------ | ---------- | ---------------- | ---------- | ------------ |
| Ardon                                        | 1.201                    | 53,65      | 22               | 45006      | 45160        |
| Jouy-le-Potier                               | 1.631                    | 50,40      | 32               | 45175      | 45370        |
| La Ferté-Saint-Aubin                         | 7.317                    | 86,12      | 85               | 45146      | 45240        |
| Ligny-le-Ribault                             | 1.255                    | 59,21      | 21               | 45182      | 45240        |
| Marcilly-en-Villette                         | 2.185                    | 62,66      | 35               | 45193      | 45240        |
| Ménestreau-en-Villette                       | 1.385                    | 53,62      | 26               | 45200      | 45240        |
| Sennely                                      | 680                      | 49,32      | 14               | 45309      | 45240        |
| Communauté de communes des Portes de Sologne | 15.654                   | 414,98     | 38               | –          | –            |